# Letní paralympijské hry 1984
Letní paralympijské hry 1984, oficiálně VII. letní paralympijské hry (anglicky 1984 Summer Paralympics), se konaly v americkém New Yorku a anglickém Stoke Mandevillu.
V New Yorku proběhlo slavnostní zahájení 17. června 1984, ukončení se pak uskutečnilo 30. června 1984. Ve Stoke Mandevillu proběhlo slavnostní zahájení 22. července 1984, ukončení se pak uskutečnilo 1. srpna 1984. Bylo to poprvé a naposledy, kdy byly paralympijské hry pořádány dvěma hostitelskými městy a naposledy, kdy paralympijské letní hry nebyly hostitelem stejného města jako olympijské hry.
Původně plánovaným hostitelem měla být Urbana v Illinois, ale kvůli finančním problémům to město stáhlo několik týdnů před startem. V důsledku toho Americká národní asociace invalidních vozů oznámila, že budou vlastní hry pro sportovce na invalidním vozíku v anglickém Stone Mandeville, což je předchůdce paralympijské myšlenky. Další tři sportovní organizace se zdravotním postižením se rozhodly soutěžit v New Yorku.
Stejně jako letní olympijské hry v roce 1984 byly bojkotovány Sovětským svazem a řadou dalších zemí východního bloku včetně i Československa.

## Seznam sportů
| - Lukostřelba - Atletika - Boccia - Cyklistika - Jezdectví | - Fotbal (7-a-side) - Goalball - Bowls - Vzpírání - Powerlifting | - Snooker - Střelba - Plavání - Stolní tenis | - Volejbal - Basketbal (vozíčkáři) - Šerm (vozíčkáři) - Zápas |

## Pořadí národů
| Pořadí | Země               | Zlato | Stříbro | Bronz | Celkem |
| ------ | ------------------ | ----- | ------- | ----- | ------ |
| 1      | USA                | 137   | 131     | 129   | 397    |
| 2      | Spojené království | 107   | 112     | 112   | 331    |
| 3      | Kanada             | 87    | 82      | 69    | 238    |
| 4      | Švédsko            | 83    | 43      | 34    | 160    |
| 5      | Západní Německo    | 79    | 76      | 75    | 230    |
| 6      | Francie            | 71    | 69      | 45    | 185    |
| 7      | Nizozemsko         | 55    | 52      | 28    | 135    |
| 8      | Austrálie          | 49    | 54      | 51    | 154    |
| 9      | Polsko             | 46    | 39      | 21    | 106    |
| 10     | Dánsko             | 30    | 13      | 16    | 59     |